# Ginnastica Torino
Reale Società Ginnastica di Torino – włoski klub piłkarski z siedzibą w Turynie.

## Historia
Sekcja Królewskiego Towarzystwa Gimnastycznego została założona 17 marca 1844 roku w Turynie, w tamtych czasach stolicy Królestwa Sardynii, z inicjatywy szwajcarskiego gimnastyka Rodolfo Obermana, bardzo znanego w chwili.
Sekcja piłkarska Ginnastica Torino rozpoczęła działalność w 1897 roku (w okresie od stycznia do października), co pozwoliło jej w następnym roku startować w pierwszych mistrzostwach Włoch w 1898 roku. W 1997 zdobyli pierwsze mistrzostwo Concorsi Federali di Calcio.
Pierwszy mecz w mistrzostwach Włoch został zagrany 8 maja 1898 na Stadio Motovelodromo Umberto I w Turynie - Ginnastica Torino przegrała półfinałowy mecz 1:2 z Genoa Athletic Club. Również w tym roku wygrał po raz drugi Concorsi Federali di Calcio, pokonując zespół z Ferrara (Emilia-Romania).
W następnym sezonie, klub przyjął jako domowy stadion Campo Piazza d'Armi, który znajdował się w pobliżu Parco Cavalieri di Vittorio Veneto, w dzielnicy Turynu Santa Rita. Po pokonaniu FC Torinese 2:0 w meczu eliminacji, siedem dni później przegrał 0:2 z Interem. Po trzech kolejnych nieudanych sezonach, w których wyszli w pierwszym meczu (w tym 0:5 w meczu z Juventusem w 1901 roku) sekcja piłki nożnej klubu przestała istnieć w 1902 roku.

## Sukcesy

### Trofea międzynarodowe
Nie uczestniczył w rozgrywkach europejskich (stan na 31-05-2014).

### Trofea krajowe
| \| \| Zdobyte trofea w rozgrywkach Włoch (stan na: 1-01-2014) \| |                                                         |      |            |
| Rozgrywki                                                        | Osiągnięcie                                             | Razy | Sezon(y)   |
| · Mistrzostwo                                                    | I miejsce                                               | 0    |            |
| · Mistrzostwo                                                    | II miejsce                                              | 0    |            |
| · Mistrzostwo                                                    | III miejsce                                             | 0    |            |
| · Mistrzostwo                                                    | półfinalista                                            | 2    | 1897, 1898 |
| · Puchar                                                         | zdobywca                                                | 0    |            |
| · Puchar                                                         | finalista                                               | 0    |            |
| II liga                                                          | I miejsce                                               | 0    |            |
| II liga                                                          | II miejsce                                              | 0    |            |
| II liga                                                          | III miejsce                                             | 0    |            |
| Włochy                                                           | Zdobyte trofea w rozgrywkach Włoch (stan na: 1-01-2014) |      |            |

Concorsi Federali di Calcio
- mistrz: 1897, 1898

## Stadion
Klub najpierw rozgrywał swoje mecze domowe na stadionie Stadio Motovelodromo Umberto I w Turynie, który może pomieścić 15,000 widzów, a potem na Campo Piazza d'Armi.